# 湯普森鎮區 (北卡羅萊納州羅伯遜縣)
湯普森鎮區（英語：Thompson Township）是位於美國北卡羅萊納州羅伯遜縣的一個鎮區。

## 地方資料
湯普森鎮區的面積為67.86平方千米，皆為陸地。根據2020年美國人口普查的數據，當地共有人口1641人，而人口密度為每平方千米24.18人。